# Laurent Richard
Laurent Richard (17 april 1975) is een Belgische golfprofessional.

## Levensloop
In 2003 won Richard de eerste editie van de Wallonia Classic. Dit toernooi maakte deel uit van de EPD Tour. In 2009 is hij een van de drie Belgen die de cut haalt bij de Dutch Futures.
Richard is verbonden aan de Royal Golf Club Sart-Tilman.

## Gewonnen
Nationaal
- 2003: Wallonia Classic in Brussel
- 2004: PGA Kampioenschap
- 2007: Omnium of Belgium
- 2008: Belgische Order of Merit
- 2010: Belgische Order of Merit (Volledige uitslag)
- 2011: PGA Kampioenschap
- 2012: PGA Kampioenschap

BeNeLux Tour
- 2013: Monday Tour op RC Fagnes

### Teams
- 2009: Interland Holland-België

## Fotogalerij

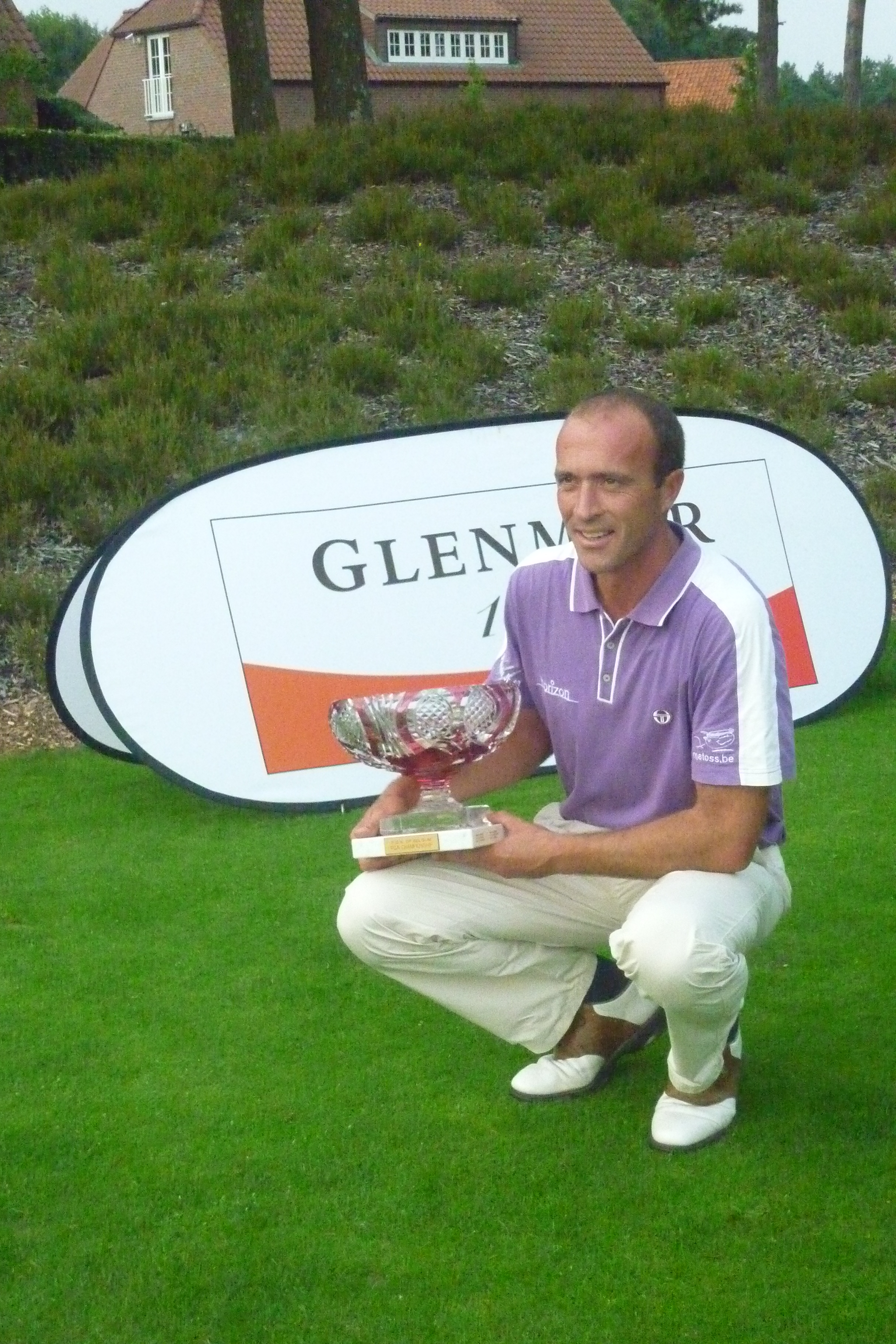
Belgisch PGA Kampioenschap 2011